# Forte do Rio Caripi
O Forte do Rio Caripi localizava-se na foz do rio Caripi, no litoral do atual estado do Pará, no Brasil.

## História
Esta estrutura não se encontra referida na bibliografia clássica sobre fortificações no Brasil.
Encontra-se referido como tendo sido construído pelos portugueses no Amapá (ROCQUE, 1968:738). O atual rio Caripi, entretanto, deságua no oceano Atlântico. OLIVEIRA (1968) registra que a única informação sobre esta estrutura encontra-se na obra de ADONIAS (1963) nomeadamente no "Mappa do Governador Alexandre Souza Freire, 1728" onde, na margem direita do rio Coripi (sic) vê-se um sinal que marca o "Sítio em que se pode fazer forte", e uma nota informativa com o seguinte teor: "Por todo esse sítio q. he de ortugal discorrem os franceses e por isso se cobrio com o forte sinalado com o letreiro q. tem esse sinal". (op. cit., p. 750) A data e o contexto desse mapa remetem, portanto, para as disputas entre Portugal e a França, no Cabo Norte, no início do século XVIII.